# Christopher Juul-Jensen
Christopher Juul-Jensen (Kilmacanogue, Irlanda, 6 de julio de 1989) es un ciclista profesional danés que desde 2016 corre para el equipo australiano Team Jayco AlUla.

## Trayectoria
Nació y vivió durante dieciséis años en Irlanda, allí gasto la mayor parte de su tiempo escalando montañas en su bicicleta, pero no fue hasta sus veintidós años que hizo su transición al ciclismo en ruta, empezó su carrera en el equipo continental danés del Glud & Marstrand LRØ en donde estuvo cuatro temporadas antes de fichar para el Team Saxo-Tinkoff.

## Palmarés
2011
- Coupe des Nations Ville Saguenay

2014
- 2.º en el Campeonato de Dinamarca Contrarreloj

2015
- Campeonato de Dinamarca Contrarreloj
- Vuelta a Dinamarca

2018
- 1 etapa de la Vuelta a Suiza[1]

## Resultados en Grandes Vueltas y Campeonatos del Mundo
Durante su carrera deportiva ha conseguido los siguientes puestos en las Grandes Vueltas y en los Campeonatos del Mundo:
| Carrera         | Carrera         | 2008 | 2009 | 2010 | 2011 | 2012 | 2013 | 2014  | 2015  | 2016  | 2017  | 2018 | 2019  | 2020 | 2021  | 2022  | 2023  | 2024 |
| --------------- | --------------- | ---- | ---- | ---- | ---- | ---- | ---- | ----- | ----- | ----- | ----- | ---- | ----- | ---- | ----- | ----- | ----- | ---- |
|                 | Giro de Italia  | —    | —    | —    | —    | —    | —    | 100.º | 135.º | —     | 109.º | 74.º | 70.º  | —    | 97.º  | 93.º  | —     | —    |
|                 | Tour de Francia | —    | —    | —    | —    | —    | —    | —     | —     | 119.º | —     | —    | 112.º | 99.º | 114.º | 127.º | 117.º | 97.º |
|                 | Vuelta a España | —    | —    | —    | —    | —    | —    | —     | —     | —     | 107.º | —    | —     | —    | —     | —     | —     | —    |
| Mundial en Ruta | Mundial en Ruta | —    | —    | —    | —    | —    | —    | 71.º  | Ab.   | Ab.   | 76.º  | —    | Ab.   | 77.º | —     | —     | —     | —    |

—: no participa

Ab.: abandono

## Equipos
- Glud & Marstrand (2008-2011)
  - Glud & Marstrand-Horsens (2008-2009)
  - Glud & Marstrand-LRØ Radgivning (2010)
  - Glud & Marstrand-LRØ (2011)
- Saxo Bank/Tinkoff (2012-2015)
  - Team Saxo Bank (2012 hasta junio)
  - Team Saxo Bank-Tinkoff Bank (2012)
  - Team Saxo-Tinkoff (2013)
  - Tinkoff-Saxo (2014-2015)
- Orica/Mitchelton/BikeExchange/Jayco (2016-)
  - Orica-GreenEDGE (2016)
  - Orica-BikeExchange (2016)
  - Orica-Scott (2017)
  - Mitchelton-Scott (2018-2020)
  - Team BikeExchange (2021)
  - Team BikeExchange-Jayco (2022)
  - Team Jayco AlUla (2023-)